# Blekstarr
Blekstarr (Carex pallescens) är en gräsliknande växt.
Höjden hos ett vuxet exemplar kan variera mellan 15 och 70 cm. Den har särskilda hanax och honax. Hanaxet sitter högst upp. Lite längre ned sitter honaxen som kan vara två eller tre stycken.